# NGC 6357
NGC 6357 är en diffus nebulosa nära NGC 6334 i stjärnbilden skorpionen. Inuti den finns stjärnan Pismis 24-1, den ljusstarkaste stjärnan i stjärnhopen Pismis 24. Pismis 24-1 består av tre massiva stjärnor. Den innehåller många protostjärnor skyddade av mörka gasskivor, och unga stjärnor insvepta i expanderande "kokonger" eller expanderande gaser som omger dessa små stjärnor. Den är också känd som Hummernebulosan. Nebulosan fick namnet Krig och Fredsnebulosan av forskare från Midcourse Space Experiment på grund av dess utseende, där den ljusa, västra delen på infraröda bilder liknar en duva, medan den östra delen ser ut som en skalle. En petition från animefans om att döpa om den till Madokaminebulosan, på grund av likheten med en karaktär, misslyckades dock.
Den ligger cirka 5 500 ljusår från jorden och är sammankopplad med NGC 6334 genom en trådformad struktur, och de två kan bilda ett gemensamt komplex.

## Anslutna öppna stjärnhopar

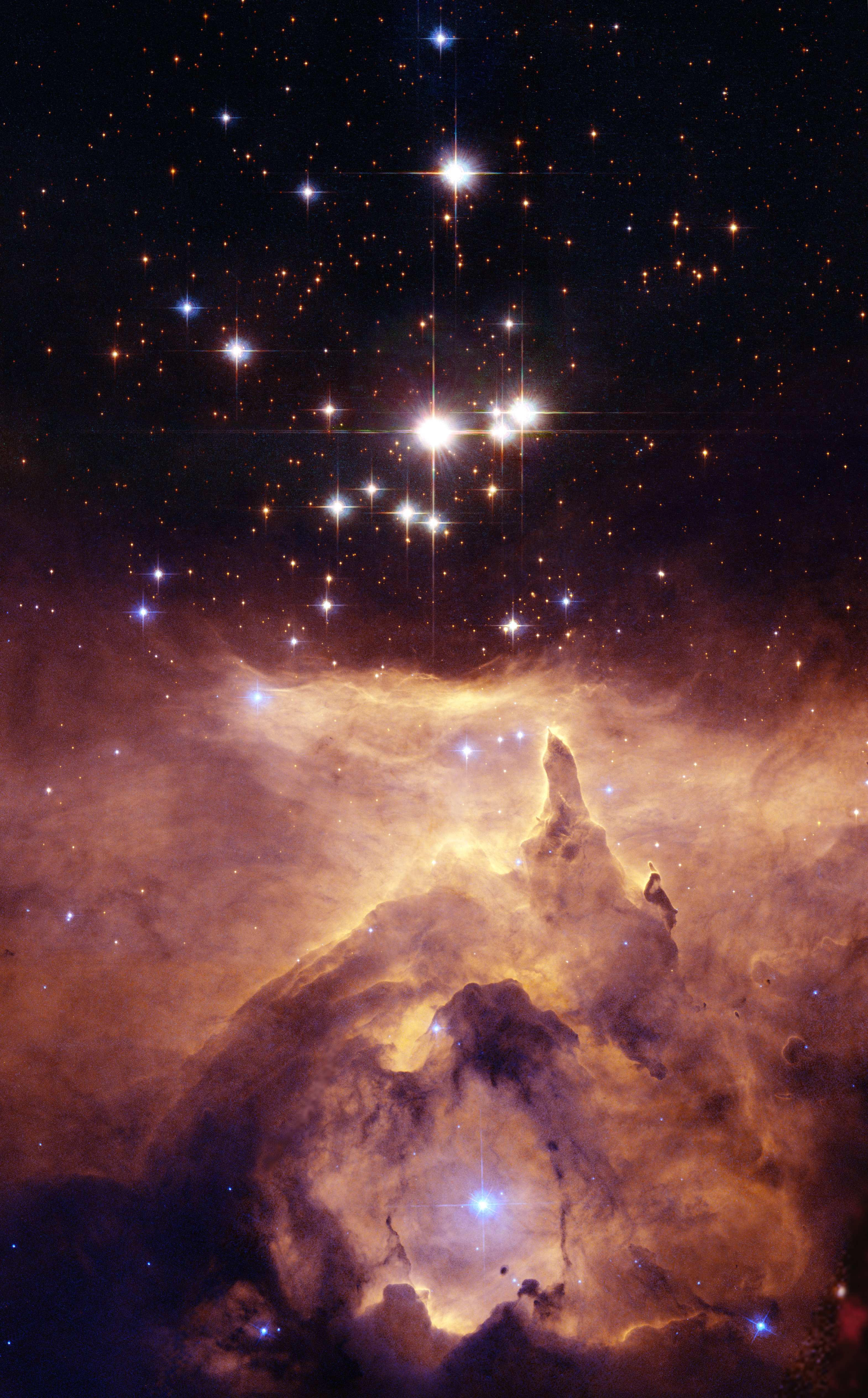
En bild av Pismis 24-1, "kärnan" i NGC 6357, tagen av Hubbleteleskopet (HST).

Dark Energy Camera fångar den stjärnbildande nebulosan NGC 6357

Denna nebulosa inkluderar den öppna stjärnhopen Pismis 24, som är platsen för flera massiva stjärnor. En av de ljusaste stjärnorna i stjärnhopen, Pismis 24-1, ansågs möjligen vara den massivaste som någonsin registrerats, med en massa på närma sig 300 solmassor, tills den upptäcktes vara en multipelstjärna av minst tre stjärnor. Komponentstjärnorna skulle dock fortfarande väga nära 100 solmassor vardera, vilket gör dem till några av de mer massiva stjärnorna som någonsin registrerats.

### G353.2+0.7
Den unga stjärnhopen G353.2+0.7 ligger öster om Pismis 24 och upptäcktes på en Chandra-röntgenbild som visar cirka 800 stjärnor.

### G353.1+0.6
Den unga stjärnhopen G353.1+0.6 ligger sydost om Pismis 24 och innehåller också cirka 800 stjärnor som upptäckts med röntgen. Regionen inkluderar flera O-typstjärnor , inklusive [BDSB2003] 10.

## Massiva stjärnor
NGC 6357 är en av de mest framträdande platserna för massiv stjärnbildning i vårt närområde av Vintergatan. En mängd tidiga stjärnor av spektraltyp O finns i denna nebulosa och blåser bubblorna runt stjärnhoparna som kan ses i molekylmolnet. 
| Stjärnnamn        | Spektraltyp   | Magnitud (Mbol) | Temperatur (K) | Radie (Solradier) | Massa (Solmassor) |
| ----------------- | ------------- | --------------- | -------------- | ----------------- | ----------------- |
| WR 93 (HD 157504) | WC7           | -11,2           | 71 000         | 10                | 120               |
| Pismis 24-1NE     | O3.5 If*      | −10,0           | 42 000         | 17                | 74                |
| Pismis 24-1SW     | O4 III        | −9,8            | 41 500         | 16                | 66                |
| Pismis 24-2       | O5.5 V(f)     | −8,9            | 40 000         | 12                | 43                |
| Pismis 24-3       | O8 V          | −7,7            | 33 400         | 9                 | 25                |
| Pismis 24-10      | O9 V          | −7,2            | 31 500         | 8                 | 20                |
| Pismis 24-12      | B1 V          | −5,3            | 30 000         | 4                 | 11                |
| Pismis 24-13      | O6.5 III((f)) | −8,6            | 35 600         | 12                | 35                |
| Pismis 24-15      | O8 V          | −7,8            | 33 400         | 10                | 25                |
| Pismis 24-16      | O7.5 V        | −9,0            | 34 000         | 16                | 38                |
| Pismis 24-17      | O3.5 III      | −10,1           | 42 700         | 17                | 78                |
| Pismis 24-18      | B0.5 V        | −6,4            | 30 000         | 6                 | 15                |
| Pismis 24-19      | B0.5 V        | −5,4            | 30 000         | 4                 | 11                |